# Hydriomena tribulata
Hydriomena tribulata là một loài bướm đêm trong họ Geometridae.